# Psychotria buntingii
Psychotria buntingii är en måreväxtart som beskrevs av Julian Alfred Steyermark. Psychotria buntingii ingår i släktet Psychotria och familjen måreväxter. Inga underarter finns listade i Catalogue of Life.